# Scutellaria krasevii
Scutellaria krasevii là một loài thực vật có hoa trong họ Hoa môi. Loài này được Kom. & I.Schischk. ex Juz. miêu tả khoa học đầu tiên năm 1951.